# والریوناس بالچیوناس
والریوناس بالچیوناس (لیتوانیایی: Valerijonas Balčiūnas; ۲۷ نوامبر ۱۹۰۴ – ۱۸ دسامبر ۱۹۸۴) بازیکن فوتبال اهل لیتوانی بود.
وی همچنین در تیم ملی فوتبال لیتوانی بازی کرده‌است.